# Euophrys turkmenica
Euophrys turkmenica là một loài nhện trong họ Salticidae.
Loài này thuộc chi Euophrys. Euophrys turkmenica được Dmitri Viktorovich Logunov miêu tả năm 1997.